# Desdémone (Othello)
Dans la musique

Desdémone inspire à la compositrice Mel Bonis une pièce nostalgique d'un abord relativement facile, une sorte de romance sans paroles très élégante, d'une beauté pénétrante et triste.
Pour les articles homonymes, voir Desdémone.
Desdémone (Desdemona dans l'original) est un personnage de la pièce Othello ou le Maure de Venise de William Shakespeare.
Fille du sénateur vénitien Brabantio, elle épouse Othello contre l'avis de son père et le suit à Chypre. Elle y est victime des intrigues de Iago, qui place un mouchoir lui appartenant dans les appartements de Cassio pour faire croire à Othello que sa femme le trompe. Desdémone a beau clamer son innocence, Othello refuse de la croire et la tue par suffocation dans le dernier acte.

## Représentation

### Dans la peinture
Le peintre romantique Théodore Chassériau la représente à plusieurs reprises :

Tableaux de Chassériau
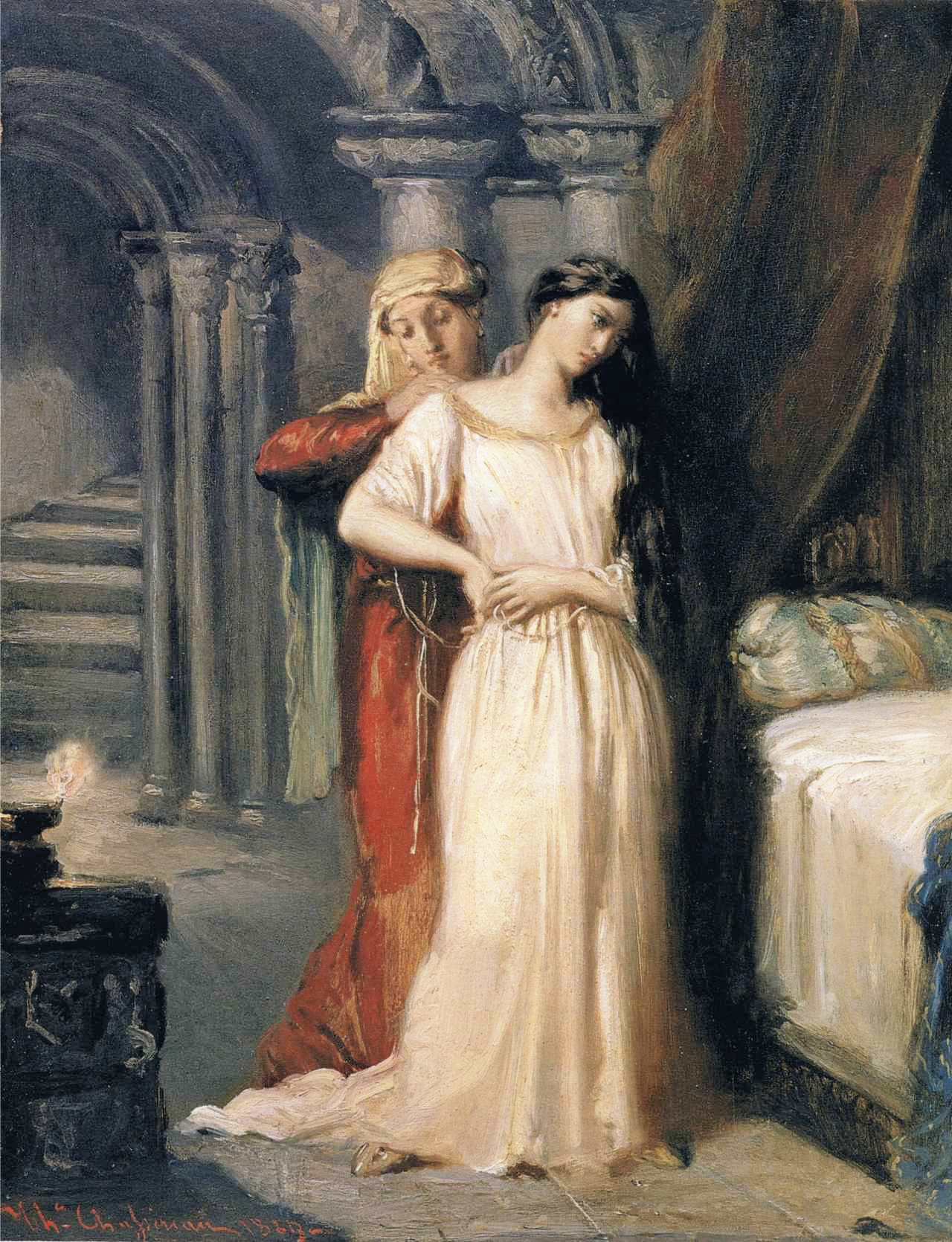
Le Coucher de Desdémone, 1849 musée du Louvre[1].
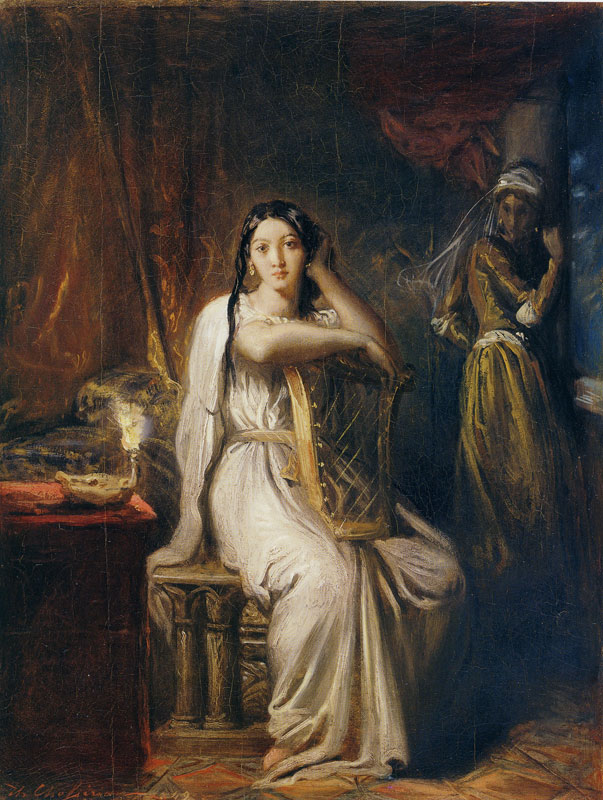
Desdémone (Le chant du saule), 1849 Metropolitan Museum, New York[2].
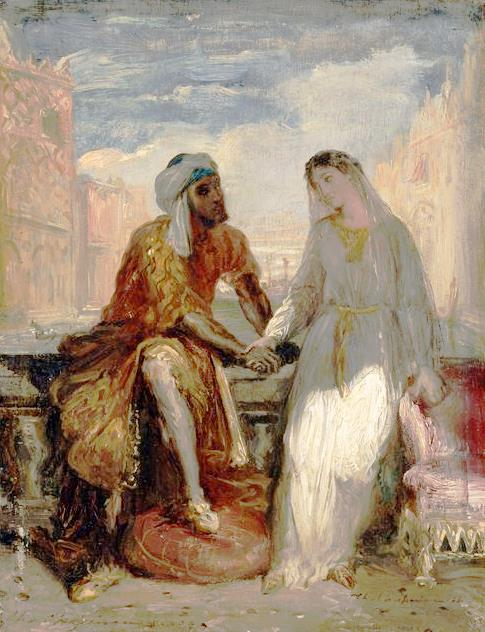
Othello et Desdémone à Venise, 1850 Paris, musée du Louvre[3].

### Au cinéma
Le rôle de Desdémone a notamment été interprété au cinéma par :
- Maria Gasperini dans Otello de Mario Caserini et Gaston Velle (1906) ;
- Suzanne Cloutier dans Othello d'Orson Welles (1952) ;
- Irina Skobtseva dans Othello de Sergueï Ioutkevitch (1955) ;
- Maggie Smith dans Othello de Stuart Burge (1965) ;
- Irène Jacob dans Othello d'Oliver Parker (1995).